# دانييل فاغنر
دانييل فاغنر (بالألمانية: Daniel Wagner)‏ (11 فبراير 1987 نورنبرغ ألمانيا - ) هو لاعب كرة قدم ألماني، يلعب كحارس مرمى.

## مسيرته

### مسيرته مع الأندية
- 2009 - 2014 لعب مع شتوتغارت كيكرز 112 مباراة.

## روابط خارجية
- دانييل فاغنر على موقع قاعدة بيانات كرة القدم.إي يو (الإنجليزية)
- دانييل فاغنر على موقع قاعدة بيانات كرة القدم.إي يو (الإنجليزية)
- دانييل فاغنر على موقع بيانات كرة القدم. دي إي (الألمانية)